# Qianxinan
Qianxinan är en autonom prefektur för bouyei- och miao-folken i Guizhou-provinsen i sydvästra Kina.

## Administrativ indelning
Prefekturen är indelad i en stad på häradsnivå och sju härad:
- Staden Xingyi (兴义市), 2 911 km², 730 000 invånare, huvudort;
- Häradet Xingren (兴仁县), 1 785 km², 460 000 invånare;
- Häradet Pu'an (普安县), 1 429 km², 290 000 invånare;
- Häradet Qinglong (晴隆县), 1 327 km², 270 000 invånare;
- Häradet Zhenfeng (贞丰县), 1 512 km², 350 000 invånare;
- Häradet Wangmo (望谟县), 3 006 km², 280 000 invånare;
- Häradet Ceheng (册亨县), 2 597 km², 220 000 invånare;
- Häradet Anlong (安龙县), 2 238 km², 430 000 invånare.